# In My Eyes
In my eyes es el título del segundo EP de la banda estadounidense de hardcore punk Minor Threat.
El EP fue grabado, como fue habitual en la banda, en los Inner Ear Studios, pero esta vez prescindieron de Skip Groff y la banda tomó por completo el control de su sonido. El EP, a pesar de tener la mitad de canciones que su predecesor es de una duración parecida, y es que las canciones 
«In my eyes» y «Steppin' stone» (versión del «(I'am not your) steppin' stone» de The Monkees) pasan de los dos minutos de duración.

## Lista de canciones
1. «In my eyes»
(MacKaye/Minor Threat)
2. «Out of step (with de world)»
(MacKaye/Minor Threat)
3. «Guilty of being white»
(MacKaye/Minor Threat)
4. «Steppin' stone»
(Hart Boyce)

## Personal
- Ian MacKaye: voz
- Lyle Preslar: guitarra
- Brian Baker: Bajo
- Jeff Nelson: Batería

## Personal técnico
- Jeff Nelson: diseño y maquetación.